# خوان باينا
خوان باينا (بالإسبانية: Juan Baena)‏ هو لاعب كرة قدم إسباني، ولد في 18 مايو 1950 في سبتة في إسبانيا، وتوفي في 28 سبتمبر 2012 في لقنت في إسبانيا. لعب مع لوغرونيس ونادي إيركوليس.

## وصلات خارجية
- خوان باينا على موقع قاعدة بيانات كرة القدم.إي يو (الإنجليزية)